# Carrington, North Dakota
Carrington là một thành phố quận lỵ quận Foster tiểu bang Bắc Dakota, Hoa Kỳ. Thành phố này có diện tích km2, dân số theo điều tran năm 2000 là 2268 là người.